# Hollywood Hotel (film, 1937)
Pour plus de détails, voir Fiche technique et Distribution.
Hollywood Hotel est un film américain en noir et blanc réalisé par Busby Berkeley, sorti en 1937.
Le film est adapté de la populaire émission de radio, Hollywood Hotel, créée par la chroniqueuse mondaine Louella Parsons, émission dans laquelle les stars hollywoodiennes recréaient des scènes de leurs derniers films. Elle était diffusée chaque semaine depuis l'hôtel du même nom.

## Synopsis
Le saxophoniste et chanteur Ronnie Bowers est en route pour Hollywood, après avoir signé un contrat de dix semaines avec All Star Pictures. À l'aérodrome, son ancien employeur, Benny Goodman et son groupe lui font un grand adieu en interprétant "Hourra pour Hollywood". Là-bas, la star capricieuse Mona Marshall devient furieuse lorsqu'elle apprend qu'une autre actrice a décroché le rôle qu'elle désirait tant. En conséquence, elle refuse d'assister à la première de son dernier film. De son côté, le publicitaire Bernie Walton convainc le patron du studio, B. L. Faulkin, de lui substituer une doublure. Bernie choisit Virginia Stanton, qui a déjà travaillé comme doublure de Mona. Pour l'accompagner, Bernie choisit Ronnie, qui ne se doute de rien et qui est sous le charme.
La mascarade fonctionne et tout le monde, de Ronnie à Louella Parsons en passant par l'animateur radio de la première, est dupe. Les choses prennent une tournure inattendue lorsque Ronnie et Virginia commencent à tomber amoureux, pataugeant dans un bassin de fontaine en chantant. Le lendemain, Bernie emmène Ronnie déjeuner dans le restaurant où Virginia travaille comme serveuse, pour lui annoncer la nouvelle de la véritable identité de sa compagne. Ronnie et Virginia commencent à sortir ensemble.
Lorsque Mona lit dans le journal qu'"elle" était à la première avec Ronnie, elle oblige Faulkin à racheter le contrat du jeune homme. Le photographe Fuzzy Boyle se nomme l'agent de Ronnie et ils font le tour du marché pour essayer de lancer sa carrière d'acteur, sans succès. Les deux hommes finissent par être employés dans un drive-in. Lorsque Ronnie chante pendant le travail, le directeur Walter Kelton est impressionné et lui offre un emploi. Ronnie est cependant déçu d'apprendre qu'il ne jouera pas mais qu'il se contentera de doubler le chant pour le partenaire de longue date de Mona à l'écran, Alex Dupre. Le "chant" de Dupre impressionne le public lors de l'avant-première. Lorsque Louella Parsons l'invite à se produire dans son émission de radio, il accepte sans réfléchir. Désespérée, All Star Pictures verse à Ronnie un cachet exorbitant pour qu'il chante pour l'acteur. Cependant, Ronnie a ses propres idées. Virginia, se faisant passer pour Mona, passe prendre Dupre dans une limousine conduite par Fuzzy. Ils le conduisent en pleine campagne pour qu'il rate le programme.
Ronnie remplace Dupre et connaît un grand succès, si bien que Faulkin décide de le réengager, avec un salaire plus important.

## Fiche technique
- Titre : Hollywood Hotel
- Réalisation : Busby Berkeley
- Scénario : Jerry Wald, Maurice Leo, Richard Macaulay ; histoire : Jerry Wald, Maurice Leo
- Producteur : Samuel Bischoff, Bryan Foy
- Société de production : First National Pictures
- Société de distribution : Warner Bros.
- Musique : Johnny Mercer, Richard A. Whiting
- Photographie : Charles Rosher, George Barnes
- Montage : George Amy
- Pays d'origine : États-Unis
- Format : noir et blanc - projection : 1,37:1 - son : Mono
- Genre : comédie musicale, comédie romantique
- Durée : 109 min
- Dates de sortie :
  - États-Unis : 20 décembre 1937
  - France : 4 mars 1938

## Distribution
- Dick Powell : Ronnie Bowers
- Rosemary Lane : Virginia Stanton
- Lola Lane : Mona Marshall
- Hugh Herbert : Chester Marshall, le père de Mona
- Ted Healy : Fuzzy Boyle
- Glenda Farrell : Jonesy, l'assistant de Mona
- Johnnie Davis : Georgia
- Louella Parsons : elle-même
- Alan Mowbray : Alexander Dupre
- Mabel Todd : Dot Marshall, la sœur de Mona
- Frances Langford : Alice Crayne
- Ken Niles : lui-même
- Duane Thompson : lui-même
- Allyn Joslyn : Bernie Walton
- Grant Mitchell : B. L. Faulkin
- Edgar Kennedy : Callaghan, le propriétaire du drive-in
- Fritz Feld : le Russe, patron du restaurant
- Curt Bois : Butch, designer de robes
- Perc Westmore : lui-même (maquilleur célèbre)
- Eddie Acuff : Joe, le cameraman
- Clinton Rosemond : Tom, le chanteur afro-américain
- William B. Davidson : le directeur Walter Kelton
- Benny Goodman et son orchestre